# Розиди
Розидите (Rosids) са клон двусемеделни растения, използван в някои таксономични системи, като тази на Кронкуист от 1981 г.
Според класификационната система APG III (2009) групата на розидите включва следните разреди:
Клон Розиди
- Разред Vitales
- Клон Еурозиди I (Eurosids I)
  - Разред Zygophyllales
  - Разред Celastrales
  - Разред Oxalidales
  - Разред Малпигиецветни (Malpighiales)
  - Разред Тиквоцветни (Cucurbitales)
  - Разред Бобовоцветни (Fabales)
  - Разред Букоцветни (Fagales)
  - Разред Розоцветни (Rosales)
- Клон Еурозиди II (Eurosids II)
  - Разред Здравецоцветни (Geraniales)
  - Разред Миртоцветни (Myrtales)
  - Разред Crossosomatales
  - Разред Picramniales
  - Разред Huerteales
  - Разред Brassicales
  - Разред Слезовоцветни (Malvales)
  - Разред Сапиндоцветни (Sapindales)
  - Разред Berberidopsidales
  - Разред Santalales
  - Разред Карамфилоцветни (Caryophyllales)